# Yager Development
Yager Development GmbH é uma desenvolvedora de jogos eletrônicos Alemã com sede em Berlim .
A Yager foi fundada em 1999 por Uwe Bennecke, Roman Golka, Philipp Schellbach, Timo Ullmann e Mathias Wiese. Eles são mais conhecidos por desenvolver Yager (2003) e Spec Ops: The Line (2012). O estúdio também trabalhou com a Deep Silver em Dead Island 2, até que a Deep Silver cortou laços com a Yager em julho de 2015, três anos após o desenvolvimento do jogo. Posteriormente, a Yager Productions GmbH, o sub-estúdio da Yager Development criado para o desenvolvimento de Dead Island 2, entrou com pedido de insolvência mais tarde naquele mês. O estúdio lançou e está trabalhando em The Cycle como um jogo de acesso antecipado na Epic Games Store, que é descrito como um "jogo competitivo de tiro e aventura". Em janeiro de 2020, a empresa emprega cerca de 110 pessoas.
A empresa recebeu um investimento da Tencent Holdings em fevereiro de 2020, dando à Tencent uma participação minoritária. Segundo  Yager, o investimento da Tencent foi para ajudar no desenvolvimento e publicação de seus jogos atuais e futuros.

## Jogos desenvolvidos
| Ano                      | Título             | Plataforma (s)                                           | Publisher (s)                        |
| ------------------------ | ------------------ | -------------------------------------------------------- | ------------------------------------ |
| 2003                     | Yager              | Microsoft Windows, Xbox                                  | DreamCatcher Interactive, Kemco, THQ |
| 2012                     | Spec Ops: The Line | Linux, macOS, Microsoft Windows, PlayStation 3, Xbox 360 | 2K Games                             |
| 2017                     | Dreadnought        | Microsoft Windows, PlayStation 4                         | Grey Box                             |
| 2019 (acesso antecipado) | The Cycle          | Microsoft Windows                                        | Yager Development                    |